# Andrena platyrhina
Andrena platyrhina är en biart som beskrevs av Cockerell 1930. Andrena platyrhina ingår i släktet sandbin, och familjen grävbin. Inga underarter finns listade i Catalogue of Life.